# Ейтгорн
Ейтгорн (нід. Uithoorn; нід. вимова: [œytˈɦoːr(ə)n] ( прослухати)) — муніципалітет і місто в Нідерландах, у провінції Північна Голландія.

## Населені пункти
До складу муніципалітету Ейтгорн крім однойменного міста також входить село Де-Квакел.
Нідерландська топографічна карта муніципалітету Ейтгорн, червень 2015 року

## Історія
Назва Ейтгорн використовувалася наприкінці Середньовіччя для розташування нижчих судів деканату Святого Іоанна. Навколо суду утворилося село.
Люди залежали від землеробства та скотарства. Сільське господарство ставало дедалі важчим через постійне осідання ґрунту. З 1600 року видобуток торфу набув великого значення, що призвело до утворення великих ставків, які, у свою чергу, пізніше були перетворені на польдери.
Під час франко-голландської війни в «катастрофічному» 1672 році Ейтгорн перебував на передовій, і тут були побудовані укріплення.
У період Батавської республіки сусіднє село Тхамен було об'єднано з Ейтгорном. Його економіка була обмеженою, але покращилася в середині XIX століття, коли в цьому районі було створено деякі галузі промисловості (зокрема хімічну). Меліорація кількох великих ставків забезпечила додаткові сільськогосподарські землі наприкінці того ж століття.
У 1863 році на берегах Амстелу був заснований завод сірчаної кислоти, який закрився на початку 1900-х років. Згодом, у 1922 році, це місце було використано для переробника кам'яновугільної смоли, пізніше відомого як Cindu Chemicals. На території також працювала дочірня компанія Nevcin Polymers: обидві компанії були основними роботодавцями в місті, а також забруднювачами повітря та водойм. У 1992 році на АЕС у Невцині вибухнув реактор, внаслідок чого загинуло троє людей і кілька отримали поранення. Станом на 2012 рік обидва заводи залишаються в роботі.
Приблизно в 1885 році навколо Ейтгорна було побудовано кілька укріплень як частину системи оборонних споруд Амстердама. У 1915 році через місто проклали залізницю.
Після Другої світової війни Ейтгорн швидко розвивався: у 1948 році був побудований район Тамердал, а потім Зійделвард у 1960 році, Легмер у 1972 році, Мервейк-Вест і Мервейк-Ост з 1985 року. У 1991 році в центрі міста був побудований новий торговий центр за рахунок багатьох оригінальних будівель.

## Галерея

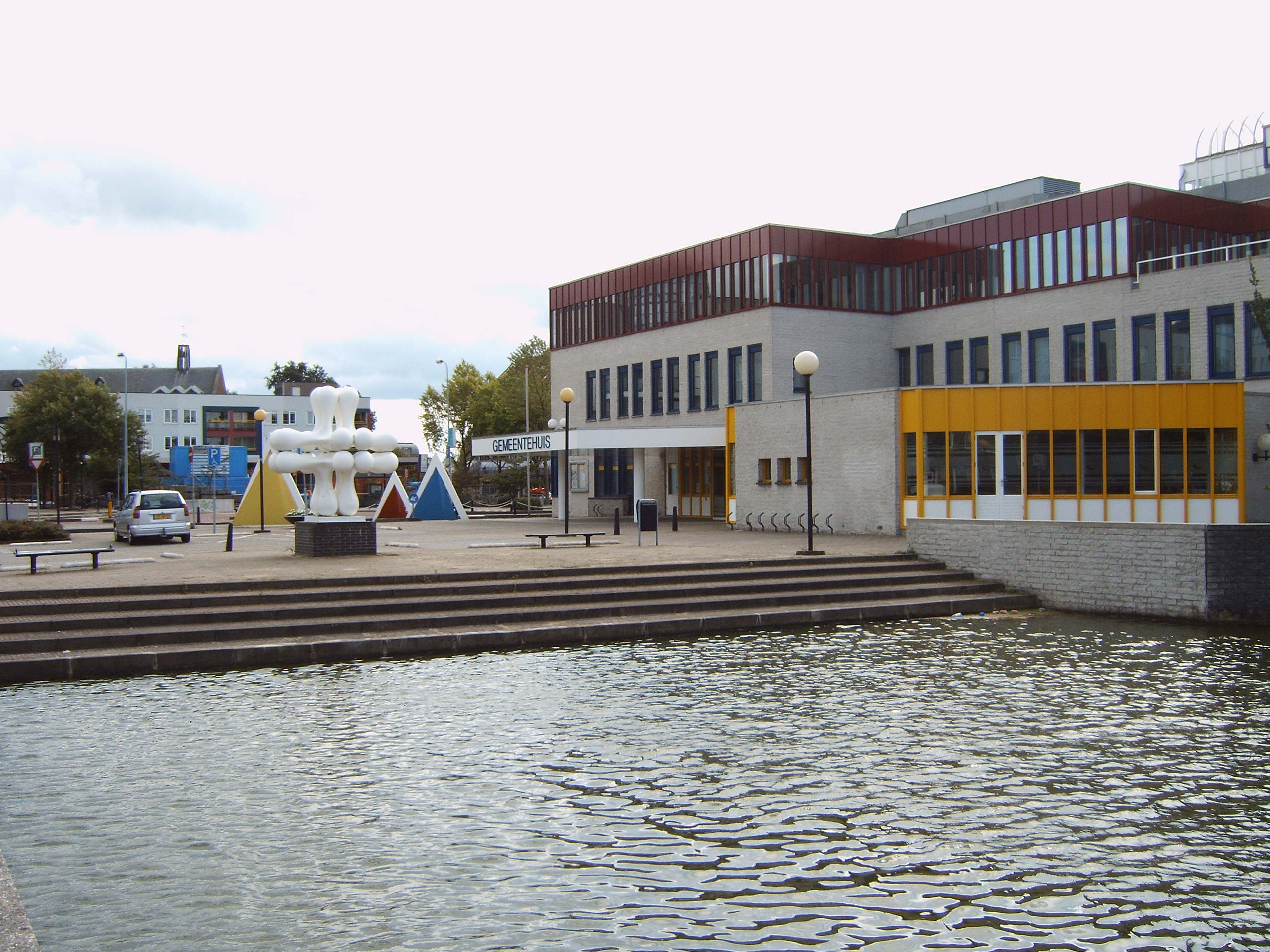
Ратуша Ейтгорн
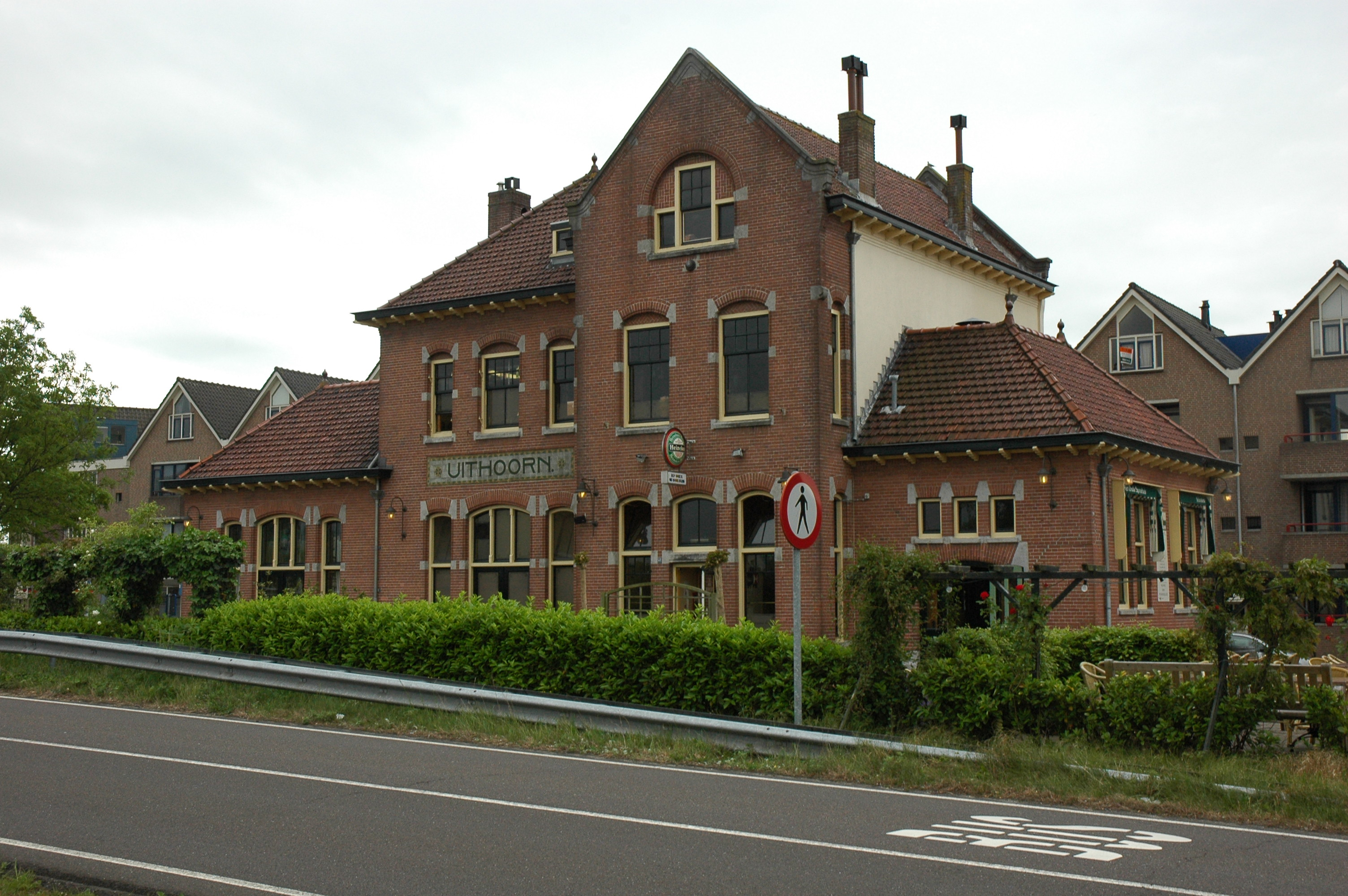
Станція Ейтгорн
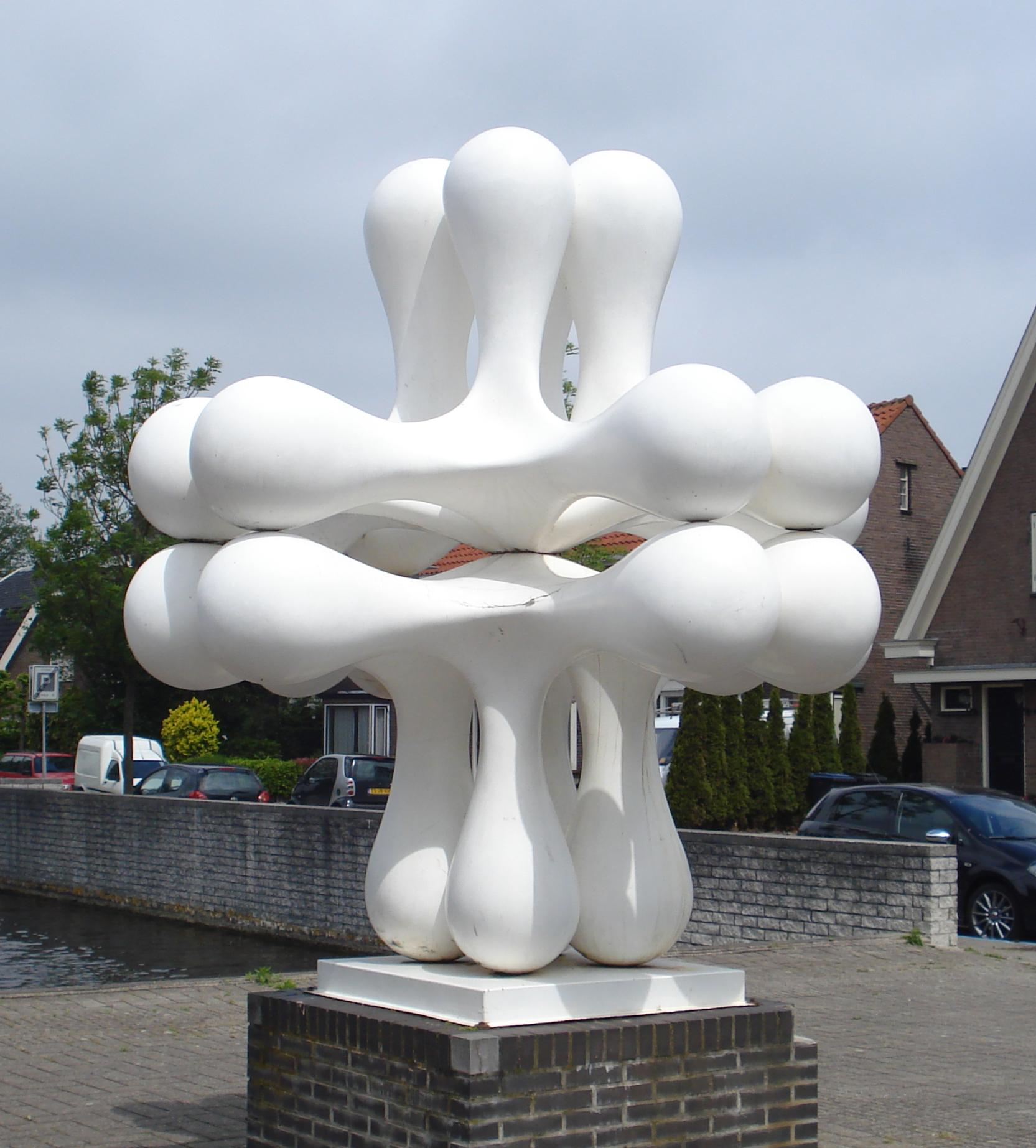
Арт-об'єкт в Ейтгорні
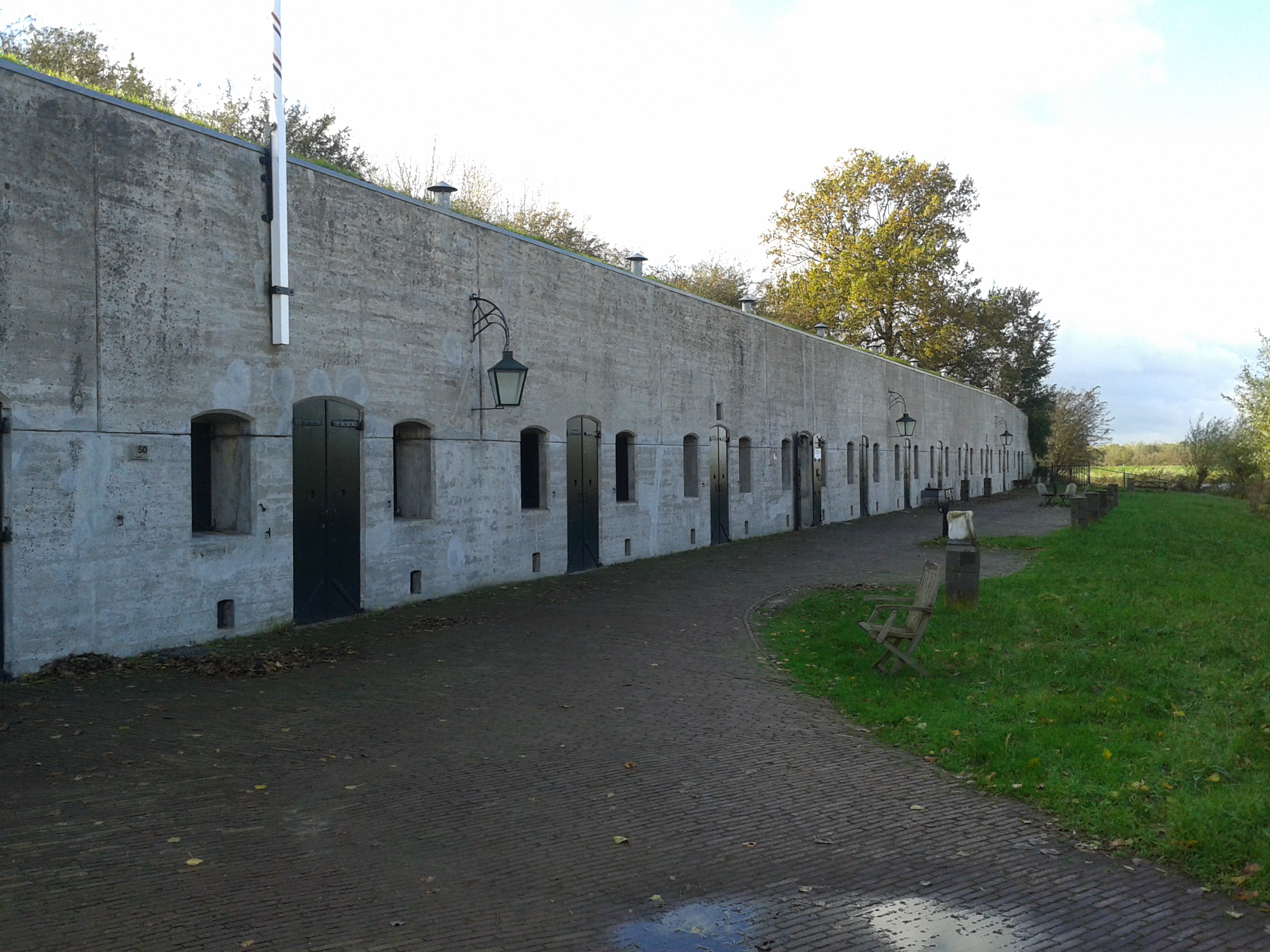
Форт-ан-де-Дрехт